# جون جاي ماكونيل جونيور
جون جاي ماكونيل جونيور (بالإنجليزية: John J. McConnell, Jr.)‏ هو قاضي ومحامي أمريكي، ولد في 9 مايو 1958 في بروفيدنس في الولايات المتحدة.